# SR 59 Berlin

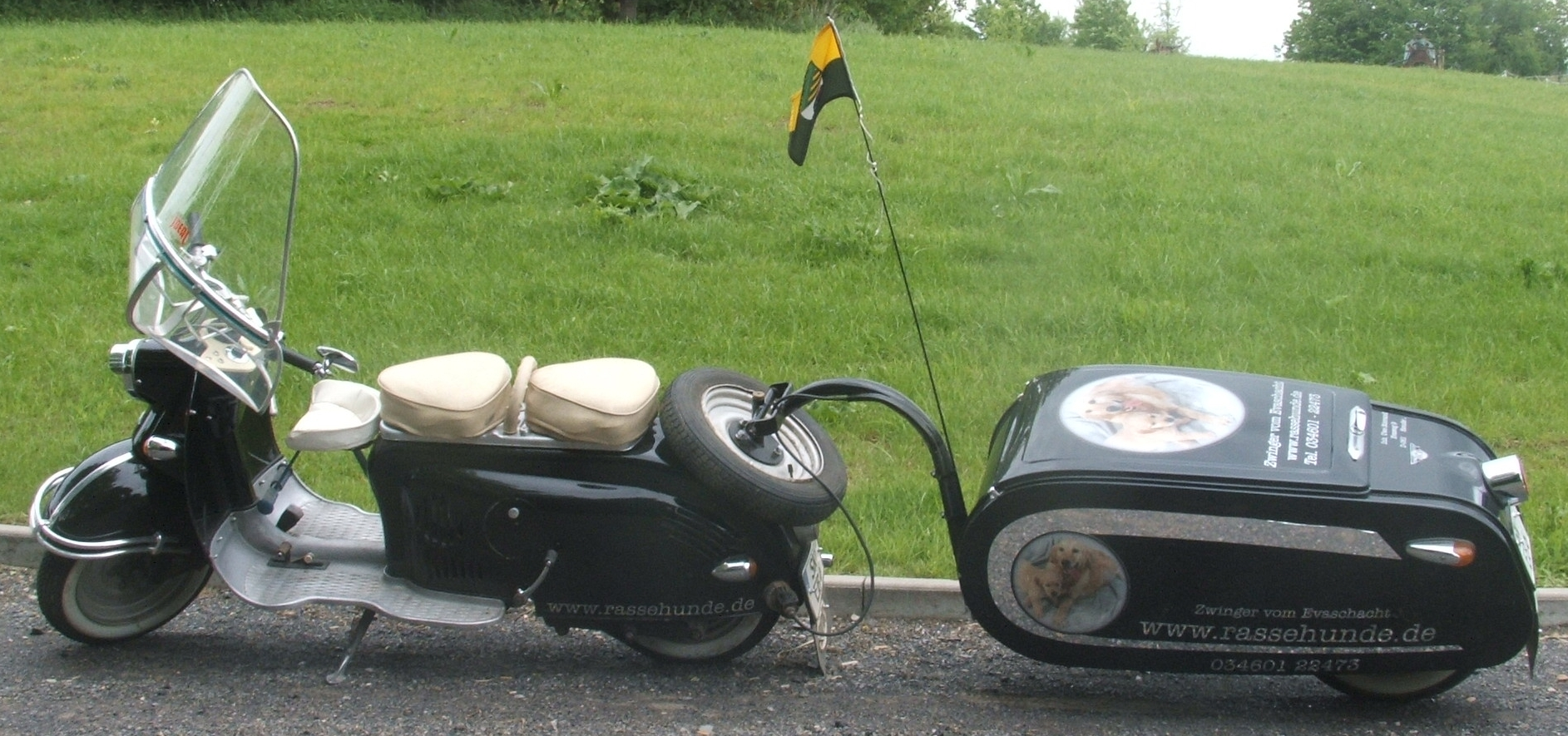
Berlin z przyczepką IWL Campi

SR 59 Berlin – skuter produkcji NRD klasy 150 cm³, produkowany seryjnie w latach 1959–1963 przez Industriewerke Ludwigsfelde (IWL).

## Historia
W latach 1959–1962 wyprodukowano łącznie  113 943 skuterów Berlin. Produkowany był w IWL w Ludwigsfelde na południe od Berlina.
Wygląd i styl w Berlinie był niemal identyczny z SR 56 Wiesel („łasica”), ale zastosowano mocniejszy silnik 143cc, który pozwalał na rozpędzenie się do około 80 km/h. W Berlinie zastosowano czterostopniową skrzynię biegów i zwiększono komfort jazdy przez dodanie tylnego amortyzatora, przednie ramię zaś wydłużono i zwiększono skok teleskopów przednich. Jest też wiele zaawansowanych funkcji, takich jak elektryczny zapłon. Stylizację także wzmocniono przez połączenie dwóch stonowanych farb z kombinacji zielony / biały, pomarańczowy / biały, błękitny / biały i czarny / biały. Cena wynosiła wówczas 2300 marek NRD.  

## Dane techniczne skuterów SR 59 Berlin
Silnik
- Typ: dwusuwowy, chłodzony powietrzem
- Układ: jednocylindrowy
- Rozrząd: przepłukiwanie zwrotne
- Pojemność skokowa: 143 cm³[1]
- Średnica x skok tłoka: 58 mm × 56 mm
- Stopień sprężania: 6,5 (6,3)
- Moc maksymalna: 6,5 KM przy 4000 obr./ min (7,5 KM przy 5100 obr./ min)
- Smarowanie: mieszankowe 1:25
- Rozruch: nożny
- Prądnica i zapłon: Iskrownik - prądnica z wirującym kołem magnesowym na czopie wału silnika, prądnica 6 V 28 W, minus na „masie”, prostownik selenowy, sygnał dźwiękowy elektromagnetyczny, Reflektor ze światłem drogowym i mijania 25/ 25W, i postojowym 3W. Tylna lampa: pozycja 3W, stop *5W, oświetlenie szybkościomierza 0,6W), kontrolka świateł postojowych 1,5 W. Przerwa na przerywaczu 0,3 - 0,4 mm. Wyprzedzenie zapłonu *4,9 /- 0,2 mm przed ZZ. Świeca zapłonowa 14 mm o wartości cieplnej według Izolatora 240. Odstęp elektrod 0,3 - 0,4 mm.
- Akumulator: 6V 7 Ah

Przeniesienie napędu
- Silnik-sprzęgło: pojedynczy łańcuch tulejkowy 3/8” × 7,5 × 44 ogniwa (3/8” × 7,5 × 48 ogniw)
- Sprzęgło: mokre
- Skrzynia biegów: czterostopniowa
- Napęd tylnego koła: łańcuch tulejkowy 1/2” × 7,75 × 98 ogniwek (1/2” × 7,75 × 9, przełożenie 2,79 (2,93)

Podwozie
- Rama: rurowa, spawana, otwarta
- Zawieszenie przednie: wahacz wleczony, dwa elementy resorująco-tłumiące
- Zawieszenie tylne: wahacz wleczony, dwa elementy resorująco-tłumiące
- Hamulec przedni: bębnowy
- Hamulec tylny: bębnowy
- Opony przód/ tył: 3,5 × 12, koła wzajemnie wymienne, ciśnienie powietrza przód: 1,2 kG/cm², tył 1,5 kG/cm²[1]

Wymiary i masy
- Długość:  2080 mm
- Szerokość: 650 mm
- Wysokość:  950 mm
- Wysokość siedzenia: 740 mm
- Rozstaw osi: 1430 mm
- Minimalny prześwit: 160 mm
- Masa: 135 kg
- Dopuszczalna masa całkowita: 300 kg
- Zbiornik paliwa: 12 l
- Pojemność skrzyni biegów: 0,45 l

Dane eksploatacyjne
- Prędkość maksymalna: 82 km/h[1]
- Zużycie paliwa: 3,2 l/100 km